# Kanton Stadtoldendorf
Der Kanton Stadtoldendorf bestand von 1807 bis 1813 im Distrikt Einbeck (Departement der Leine, Königreich Westphalen) und wurde durch das Königliche Decret vom 24. Dezember 1807 gebildet. Stadtoldendorf war von Umstruktierungen zur endgültigen Festsetzung des Zustands der Gemeinden im Departement der Leine vom 16. Juni 1809 betroffen. Nach diesem Dekret wurden die Gemeinden Merxhausen, Hellental und Denkiehausen abgespalten, wobei die drei Gemeinden Schorborn, Mühlenberg, Schießhaus und Golmbach hinzukamen. Die Munizipaleinteilung wurde in der unten stehenden Weise neu organisiert.

## Gemeinden
- Stadtoldendorf (zuvor Fürstentum Braunschweig-Wolfenbüttel) mit Meierei Gieseberg
- Negenborn und Amelungsborn
- Holenberg, Deensen, Arholzen, Braak, Heinade, bis 1809 Merxhausen und Hellental
- Linnenkamp und Wangelnstedt mit Emmerborn und bis 1809 Denkiehausen

ab 1809
- Stadtoldendorf und Meierei Gieseberg
- Negenborn, Amelungsborn, Holenberg und Dünmühle
- Deensen und Arholzen
- Braak und Heinade
- Linnenkamp und Wangelnstedt mit Emmerborn
- Schorborn, Mühlenberg, Schießhaus (neu)
- Golmbach (neu)